# Claudio Villa
Claudio Villa, nome artístico de Claudio Pica, (Roma, 1 de janeiro de 1926 — Pádua, 7 de fevereiro de 1987) foi um cantor italiano do século XX; foi igualmente ator, estrelando cerca de 25 musicais, entretanto, foi na música, onde ele obteve maior destaque. Gravou por volta de três mil  canções, vendendo cerca de 45 milhões de discos em todo o planeta. 
É, ao lado de Domenico Modugno, o maior triunfante do Festival de Sanremo dentre os homens, com quatro conquistas, sendo elas nos anos de 1955, 1957, 1962 e 1967. Outrora, igualmente notável, participou do "Festival di Napoli" ou "Festival da canção napolitana", onde em 1963 atinge o primeiro posto com a canção "Jamme Ja". Em mais um momento vitorioso, Villa conquista em duas oportunidades o primeiro lugar no tradicional programa musical exibido pela RAI denominado "Canzonissima", com as canções O Sole Mio e "Granada", respectivamente em 1964 e 1966. Da mesma forma, participou do tradicional festival Eurovisão da Canção na década de 60, porém, não obteve grande êxito. 

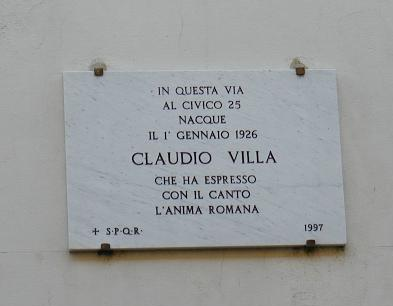
Placa em homenagem a Claudio Villa na via della Lungara, onde nasceu

Mesmo ostentado uma voz de tenor, Villa sempre se pautou por um repertório de canções populares. Foi casado com Patrizia Baldi entre os anos de 1975 e 1987, com quem teve dois filhos. O anúncio de seu falecimento, em decorrência de complicações cardíacas, ocorreu durante o final do festival de San Remo de 1987.